# Colonna (Olaszország)
Colonna település Olaszországban, Lazio régióban, Róma megyében. Lakosainak száma 4240 fő (2023. január 1.). Colonna Monte Porzio Catone, Monte Compatri, San Cesareo, Zagarolo és Róma községekkel határos.

## Népesség
A település lakossága az elmúlt években az alábbi módon változott:
| Lakosok száma | 4309 | 4312 | 4240 |
|               | 2017 | 2018 | 2023 |